# Верхняя (река, впадает в Калгачинское озеро)
Ве́рхняя — река в России, протекает по территории Онежского района Архангельской области.

## Описание
Одна из немногих рек Архангельской области, относящихся к бассейну Атлантического океана. Исток на кряже Ветреный пояс. Впадает в озеро Калгачинское, из которого вытекает Илекса. Длина реки составляет 37 км, площадь водосборного бассейна — 272 км². Протекает через озеро Керажозеро.

## Притоки
(от устья к истоку)
- Малая Парманжа (левый)
- Большая Парманжа (левый, впадает в Верхнюю в 6,9 км от её устья)
- Мынручей (правый)

## Данные водного реестра
По данным государственного водного реестра России относится к Балтийскому бассейновому округу, водохозяйственный участок реки — Водла, оз. Водлозеро, речной подбассейн реки — Свирь (включая реки бассейна Онежского озера). Относится к речному бассейну реки Нева (включая бассейны рек Онежского и Ладожского озера).
Код объекта в государственном водном реестре — 01040100312102000016273.